# Lajes Pintadas
Lajes Pintadas est une municipalité brésilienne située dans l'État du Rio Grande do Norte.